# Castlebawn
Castlebawn (irisch An Caisleán Bán, dt. „die weiße Burg“) ist die Ruine eines Tower House aus dem 16. Jahrhundert im irischen County Clare. Sie befindet sich auf der kleinen Flussinsel Caher Island in der Scariff Bay des Lough Derg im Verlauf des Shannon. Die Burg ließen die McNamaras um 1540 errichten. 1827 wurde sie gesprengt, aber heute ist sie restauriert und öffentlich zugänglich.

## Geschichte
Castlebawn ließen die Häuptlinge der McNamaras Mitte des 16. Jahrhunderts errichten. Aufzeichnungen zeigen, dass das Tower House für Owen McNamara gebaut wurde, geben aber kein Baujahr an. Erstmals wurde die Burg 1570 urkundlich erwähnt, als Sean McNamara, der Chef des östlichen Clann-Cuilein starb und Castlebawn seinem Sohn, Sir John McNamara, hinterließ. Die McNamaras lebten dort bis zu den Landnahmen Oliver Cromwells im 17. Jahrhundert, dann blieb Castlebawn unbewohnt.
Im Jahre 1827 wurde das Tower House stark beschädigt, als die Verwaltung versuchte, es durch Sprengung zu zerstören, weil es von örtlichen Potcheenherstellern als Bude genutzt wurde. Aber die Burg war so gut gebaut, dass drei der Umfassungsmauern unversehrt blieben.
Simon Flannery wohnte Anfang des 20. Jahrhunderts in der Burg und so heißt sie bei den Bewohnern der Gegend heute noch „Simon’s Castle“.

## Restaurierung
1996 wurden Pat und Mary Cody mit der Restaurierung der Ruine fertig, die heute im Sommer öffentlich zugänglich ist. Sie ist allerdings nur per Boot zu erreichen.